# Zahara de la Sierra
Zahara de la Sierra este un municipiu în provincia Cádiz, Andaluzia, Spania.
1. ↑  Nomenclátor Geográfico de Municipios y Entidades de Población (20240402 edition)